# Усов, Андрей Вадимович
Андрей Вадимович Усов («Вилли»; 24 октября 1950, Ленинград, СССР) — советский и российский фотограф. Автор обложек культовых альбомов рок-группы «Аквариум». Один из первых рок-фотографов СССР. Автор более 40 персональных фотовыставок. Член Союза Художников России.
В 1978 году Андрей Усов занялся оформлением альбома «Все братья — сёстры» — самиздатовского музыкального альбома Бориса Гребенщикова и Михаила Науменко. Первый тираж альбома составлял всего 10 экземпляров (именно столько комплектов фотографий-обложек отпечатал Андрей «Вилли» Усов. Это был первый его опыт в оформлении обложек альбомов «Аквариума».
В 2003 году вышел специальный номер журнала FUZZ, который состоял из фотографий Андрея Усова. На его снимках — Борис Гребенщиков, Майк Науменко, Виктор Цой, Андрей Макаревич, Сева Гаккель и другие герои советского рока.
Фотоработы Андрея Вилли Усова находятся в собраниях:
- Библиотека Авраама Линкольна[англ.], Нью-Йорк, США
- Международный центр фотографии Нисефора Ньепса[англ.] (Франция)
- Художественный Музей Зиммерли (Вашингтон)
- Московский дом фотографии
- Государственный Русский музей
- музеи Москвы и Петербурга
- частные коллекции в США, Канаде, Франции, Италии, Финляндии и России